# Reliquiario mariano di Hildesheim

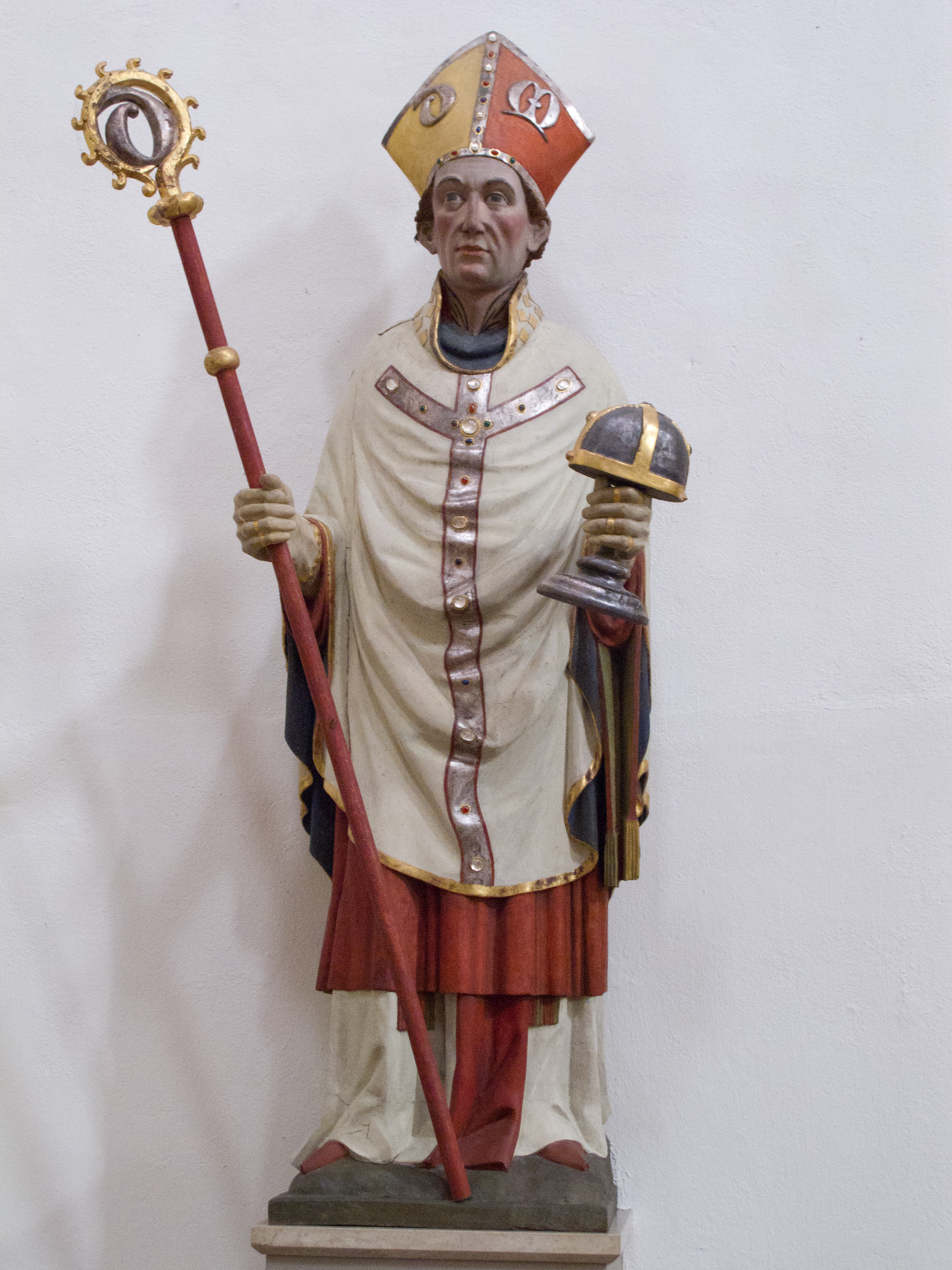
Statua del santo vescovo Godehard con una riproduzione del reliquiario mariano in mano (1450 ca)

Il reliquiario mariano di Hildesheim, noto anche come "Santuario di Nostra Signora" o "Lipsanoteca", è un reliquiario carolingio risalente al IX secolo, conservato nel museo della cattedrale di Hildesheim e proveniente dal tesoro della cattedrale.

## Storia
La tradizione e la leggenda vedono in questo manufatto quel reliquiario che l'imperatore Ludovico il Pio dimenticò nella foresta dove era a caccia, senza poi riuscire a rimuoverlo, una volta ritrovato, dal ramo del cespuglio di rose sul quale era stato appeso durante una messa celebrata tra gli alberi. L'evento miracoloso avrebbe determinato la fondazione della cattedrale di Maria di Hildesheim e della stessa diocesi di Hildesheim nell'815. Il manufatto incarna così l'identità storica e la continuità della diocesi dai suoi albori fino ad oggi. Nella consacrazione o intronizzazione di un nuovo vescovo di Hildesheim, rappresenta un segno speciale della presa di possesso della diocesi dal vescovo precedente.

## Descrizione e stile
La capsula in argento superiore è la parte più antica del reliquiario. Può essere rimossa dalla cornice dorata ed era probabilmente indossata al collo del vescovo durante processioni o imprese pericolose come la battaglia di Dinklar. La particolare forma semicircolare e aperta verso il basso della capsula, come una sorta di scodella rovesciata, non ha eguali né precedenti. La superficie è simmetricamente ricoperta di viticci incisi e dorati a rappresentare l'albero della vita. Ci sono paralleli con questi ornamenti in altri esemplari di oreficeria dei primi del IX secolo. La capsula dovrebbe quindi essere stata effettivamente prodotta nell'officina della corte carolingia di questo primo periodo. Il reliquiario è già menzionato nei più antichi registri del tesoro della cattedrale. Con il sacro contenuto e la preziosa capsula, Ludovico il Pio avrebbe dotato la diocesi mariana da lui fondata e affidato la sua protezione alla Madre di Dio.
Non si sa quali reliquie contenga la capsula. Probabilmente la piastra inferiore originale perduta avrebbe fornito informazioni al riguardo. Un indice della cattedrale del 1200 circa ne nomina il contenuto: In capsa argentea continentur reliquie sancte Dei genitricis Marie: de crinibus, de unguibus, de lacte et de vestimentis, de sudario Domini, de sanguine Domini, de circumcisione Domini ("La capsula d'argento contiene le reliquie della Santa Madre di Dio: dei capelli, delle unghie, del latte e dei vestiti, del fazzoletto del Signore, del sangue del Signore, della circoncisione del Signore”). Oggi si trova solo un'iscrizione che corre sulla cresta della capsula, che recita: [C] OR [PO] RA S (an) C (t) ORV [M IN PACE] SEPULT [A] SV [NT] ("I corpi dei santi sono sepolti in pace"). Questa parola della liturgia dei santi non si adatta bene a Maria, il cui corpo, secondo la fede cattolica, non fu sepolto ma assunto in cielo, e della quale vengono venerate solo presunte reliquie per contatto. Inoltre, un'iscrizione originale non riassumerebbe semplicemente Maria sotto "i santi". Peculiarità paleografiche avvalorano l'ipotesi che l'iscrizione provenga da un altro reliquiario e che sia stata apposta in seguito al reliquiario mariano, forse in occasione del rifacimento della piastra di base.
Più recenti rispetto alla capsula d'argento sono l'incastonatura della fascia d'oro con pietre preziose e la base del reliquiario. Come la piastra inferiore della capsula, questa risale alla fine del XIV secolo, mentre la fascia d'oro ingemmata risale al XIII secolo.

## Luogo di conservazione
Nel corso dei lavori di ristrutturazione della cattedrale del 2010–2014, nell'abside della cripta della cattedrale è stata allestita una stele a sostegno di una venerata statua della Madonna in trono col Bambino. Nel fusto della stele è stato posizionata in modo stabile la capsula d'argento del reliquiario mariano. L'allestimento è fortemente simbolico, in quanto la stele e quindi la capsula si trovano oggi in corrispondenza delle radici della rosa millenaria, che si insinua all'esterno dell'abside proprio sul muro alle spalle della stele. Il resto del reliquiario e una copia della capsula si trovano nel museo della cattedrale.

## Altre immagini

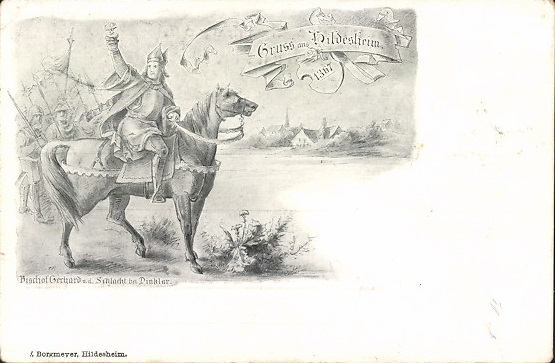
Incisione dell'esposizione del reliquiario durante gli eventi della battaglia di Dinklar
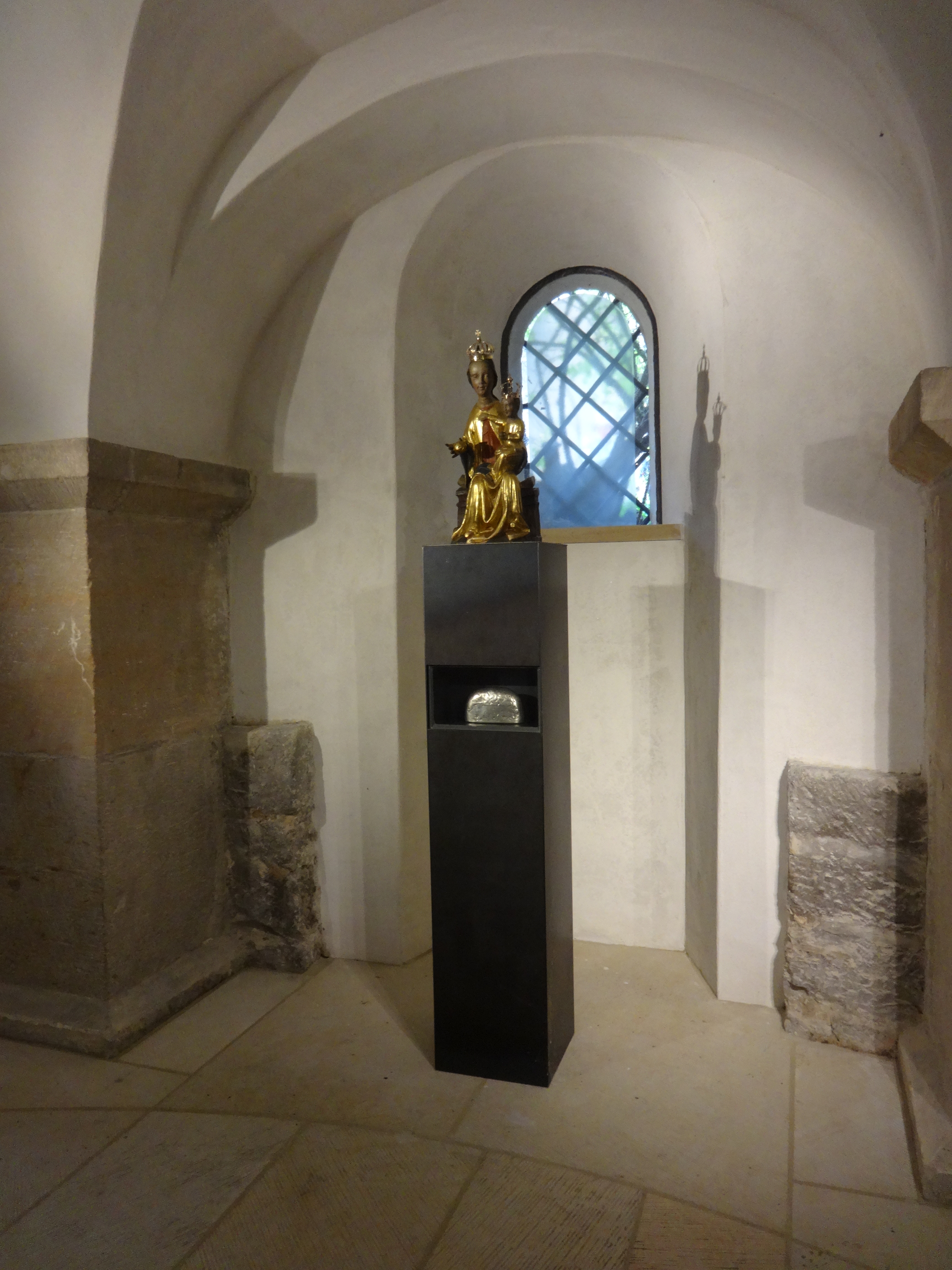
Allestimento della capsula argentea dal 2014, nella cripta della cattedrale di Hildesheim, alle spalle del muro dove cresce la rosa millenaria
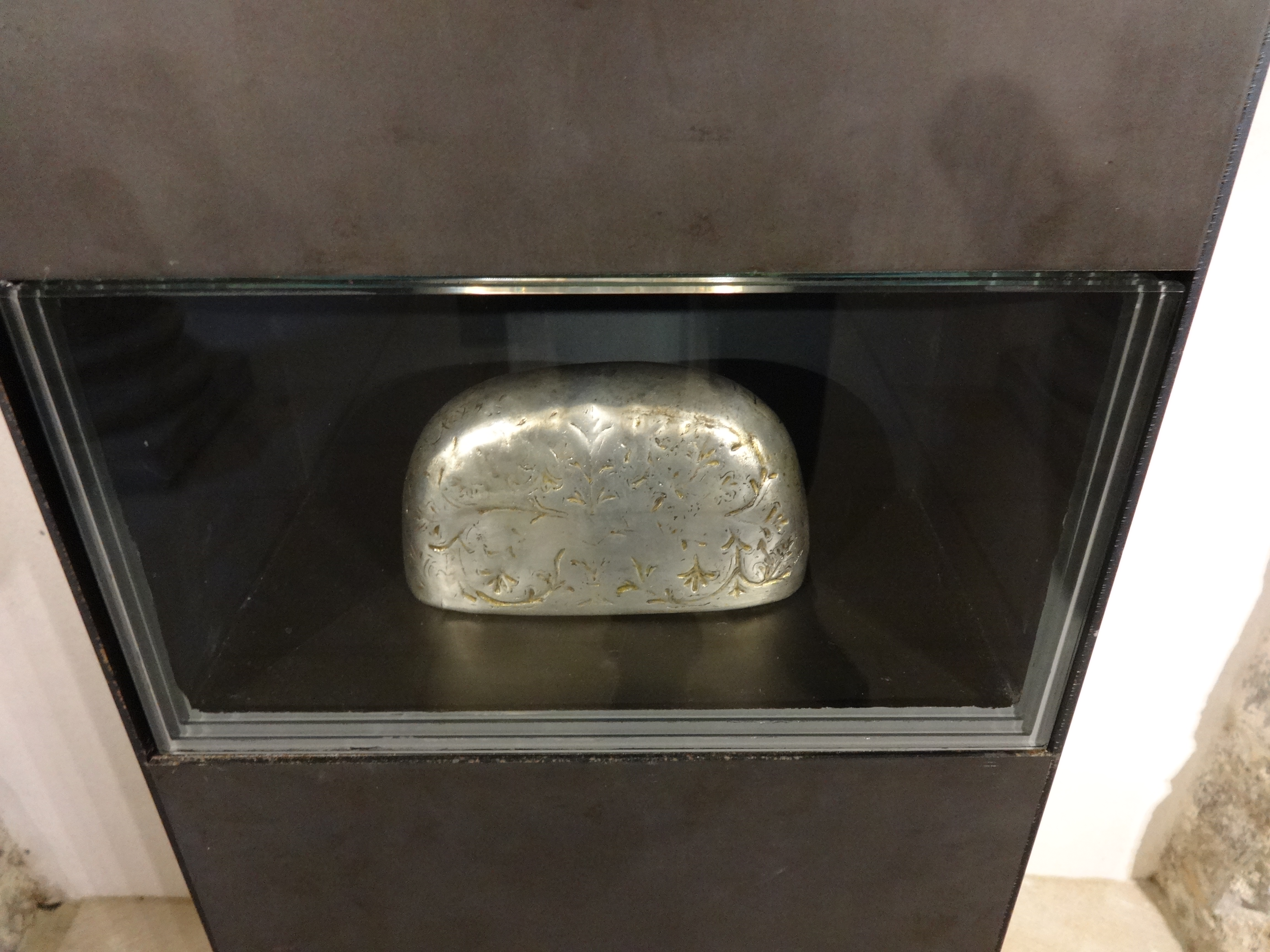
Il reliquiario senza nastro d'oro e piedistallo nella stele mariana della cripta della cattedrale (2014)